# Кравчикі
Кравчикі (пол. Krawczyki, нім. Kraftshagen) — село в Польщі, у гміні Бартошиці Бартошицького повіту Вармінсько-Мазурського воєводства.
Населення — 237 осіб (2011).

## Демографія
Демографічна структура станом на 31 березня 2011 року:
|          | Загалом | Допрацездатний вік | Працездатний вік | Постпрацездатний вік |
| -------- | ------- | ------------------ | ---------------- | -------------------- |
| Чоловіки | 114     | 24                 | 77               | 13                   |
| Жінки    | 123     | 35                 | 67               | 21                   |
| Разом    | 237     | 59                 | 144              | 34                   |